# Duvalia caespitosa
Duvalia caespitosa là một loài thực vật có hoa trong họ La bố ma. Loài này được Haw. mô tả khoa học đầu tiên năm 1812.